# تاش‌لی‌دره (اردهان)
تاش‌لی‌دره (به ترکی استانبولی: Taşlıdere) یک منطقهٔ مسکونی در ترکیه است که در اردهان واقع شده‌است.